# Finn Martin Vallersnes
Finn Martin Vallersnes, né le 27 décembre 1945 à Haugesund, est un homme politique norvégien pour le Parti conservateur.
Il est élu au Parlement norvégien de Rogaland en 2001 et réélu une fois. Il a auparavant occupé le poste de représentant adjoint entre 1985 et 1989 et entre 1989 et 1993.
Vallersnes est membre du conseil municipal de Haugesund de 1979 à 1991, et maire de 1995 à 2001.